# 杜伟 (1962年10月)
杜伟（1962年10月2日—2020年5月17日），男，山东诸城人，中华人民共和国外交官，曾任中华人民共和国驻以色列特命全权大使及中华人民共和国驻乌克兰特命全权大使。

## 生平
杜偉是山東諸城人，出生于1962年10月2日。1980年考入国际关系学院俄语专业。他后来获得法學碩士学位。杜伟已婚且育有一子。

### 職業生涯
1989年，担任中华人民共和国外交部科员。1990年，任外交部苏联东欧司随员。1992年，任外交部欧亚司随员、三秘。1994年，外任中華人民共和国驻爱沙尼亚共和国大使馆三秘、二秘。1997年，回国担任外交部欧亚司二秘、副处长、一秘、处长。2003年，担任上海合作组织秘书处秘书长助理。2007年，担任外交部欧亚司参赞。2011年，改任外交部政策规划司副司长兼外交部重要文稿起草办公室主任。2013年，升任外交部政策规划司副司长。2016年6月，接替张喜云任中華人民共和国驻乌克兰特命全权大使。2016年6月14日，杜偉向時任乌克兰总统彼得·波罗申科递交国书。2019年12月離任。
2019年，乌克兰最大的专业生产飞机发动机的企业马达西奇计划出售其主要资产给中国大陸企业天骄航空（北京天骄航空产业投资有限公司）和信威集团。同年8月，约翰·博尔顿访问乌克兰，期间美国向乌克兰施加压力，以停止对乌克兰援助为要挟阻碍此次交易。次月，随着博尔顿被美國總統特朗普罢免，中華人民共和國再次向乌克兰提出继续完成出售案。杜伟大使对此称收购案与中美贸易战无关。
2020年2月15日，杜伟抵达以色列，接替2019年12月27日离任的詹永新出任中华人民共和国驻以色列大使。由于新冠疫情，杜伟抵达之后在官邸隔离两周，3月3日向以色列首席礼宾官梅龙·鲁本递交了国书副本。按照原定计划，杜伟应当在3月23日向以色列总统鲁文·里夫林递交国书。由于疫情，递交国书改为寄送。以色列外交部照会中华人民共和国驻以色列大使馆，为不耽误工作，将3月23日视为杜伟开始正式履职的日期。

### 意外死亡
2020年5月17日早，杜伟被发现在特拉维夫市郊的大使官邸中死亡，终年58岁。不具名的醫護人員稱初期跡象顯示杜偉在睡夢中自然死亡，以色列警方則稱初步調查發現此案並無涉及犯罪元素。事發時，其妻兒並不在以色列。经过初步判断，杜伟因身体健康原因意外去世，具体还需进一步核实。
2020年5月21日晨，杜伟的灵柩由以色列航空LY67号班机接运回京，外交部在北京首都机场举行迎接仪式。